# Construcciones Móviles de Valencia
Construcciones Móviles de Valencia, kurz CMV, war ein spanischer Hersteller von Automobilen.

## Unternehmensgeschichte
Das Unternehmen aus Valencia unter der Leitung von Ingenieur Ernesto Rodriguez Iranzo begann 1944 mit finanzieller Unterstützung durch den spanischen Staat mit der Produktion von Automobilen. 1946 endete die Produktion.

## Fahrzeuge
Das Unternehmen stellte Elektroautos her. Der Elektromotor mit 3 PS Leistung sowie die Batterien waren im Heck der Fahrzeuge angeordnet, angetrieben wurden allerdings die Vorderräder. Die Fahrzeuge gab es als Taxis und Lieferwagen.